# Biatlo nos Jogos Paralímpicos de Inverno de 2014 - 15 km masculino
A disputa dos 15 km masculino do biatlo nos Jogos Paralímpicos de Inverno de 2014 foi disputada no Centro de Esqui Cross-Country e Biatlo Laura, na Clareira Vermelha, em 14 de março de 2014.

## Medalhistas
| Medalha | Atletas sentados         | Atletas em pé            | Deficientes visuais                                                                         |
| ------- | ------------------------ | ------------------------ | ------------------------------------------------------------------------------------------- |
| Ouro    | RUS Roman Petushkov      | UKR Grygorii Vovchynskyi | RUS Nikolay Polukhin / Andrey Tokarev (guia)                                                |
| Prata   | RUS Grigory Murygin      | NOR Nils-Erik Ulset      | RUS Anatolii Kovalevskyi / Oleksandr Mukshyn (guia)                                         |
| Bronze  | RUS Aleksandr Davidovich | RUS Kirill Mikhaylov     | UKR Vitaliy Lukyanenko / Borys Babar (guia) RUS Stanislav Chokhlaev / Maksim Pirogov (guia) |

## Resultados

### Atletas sentados
| Pos.              | Bib | Atleta                    | Penalidades | Tempo real | Tempo calculado | Diferença |
| ----------------- | --- | ------------------------- | ----------- | ---------- | --------------- | --------- |
| Medalha de ouro   | 72  | RUS Roman Petushkov       | 0+0+0+0     | 42:20.8    | 42:20.8         | —         |
| Medalha de prata  | 70  | RUS Grigory Murygin       | 0+1+0+1     | 44:25.7    | 44:25.7         | +2:04.9   |
| Medalha de bronze | 69  | RUS Aleksandr Davidovich  | 0+0+0+0     | 44:46.2    | 44:46.2         | +2:25.4   |
| 4                 | 67  | USA Andrew Soule          | 0+0+0+0     | 44:52.6    | 44:52.6         | +2:31.8   |
| 5                 | 65  | RUS Ivan Goncharov        | 0+0+0+0     | 46:52.4    | 45:28.0         | +3:07.2   |
| 6                 | 71  | JPN Kozo Kubo             | 0+0+0+0     | 49:04.1    | 46:07.5         | +3:46.7   |
| 7                 | 63  | BLR Dzmitry Loban         | 0+0+0+0     | 46:12.9    | 46:12.9         | +3:52.1   |
| 8                 | 61  | GER Martin Fleig          | 0+1+0+0     | 46:43.6    | 46:19.5         | +3:58.7   |
| 9                 | 59  | NOR Trygve Steinar Larsen | 0+0+0+0     | 46:58.6    | 46:58.6         | +4:37.8   |
| 10                | 66  | USA Daniel Cnossen        | 1+1+0+0     | 46:27.8    | 48:27.8         | +6:07.0   |
| 11                | 57  | USA Sean Halsted          | 1+0+1+0     | 47:57.4    | 48:31.1         | +6:10.3   |
| 12                | 68  | UKR Maksym Yarovyi        | 0+1+4+0     | 51:06.2    | 48:56.9         | +6:36.1   |
| 13                | 55  | UKR Oleksandr Korniiko    | 1+1+0+0     | 47:17.0    | 49:17.0         | +6:56.2   |
| 14                | 60  | FRA Romain Rosique        | 0+0+0+1     | 51:25.8    | 49:20.7         | +6:59.9   |
| 15                | 62  | UKR Mykhaylo Tkachenko    | 0+1+2+0     | 46:23.6    | 49:23.6         | +7:02.8   |
| 16                | 53  | SVK Vladimir Gajdiciar    | 0+0+0+1     | 48:36.7    | 49:36.7         | +7:15.9   |
| 17                | 54  | POL Kamil Rosiek          | 1+0+1+2     | 47:39.7    | 51:39.7         | +9:18.9   |
| 18                | 56  | USA Jeremy Wagner         | 1+0+1+1     | 50:55.1    | 52:23.4         | +10:02.6  |
| 19                | 51  | USA Aaron Pike            | 1+2+2+3     | 48:29.0    | 55:01.7         | +12:40.9  |
| 20                | 64  | ITA Enzo Masiello         | 2+3+1+2     | 50:39.4    | 55:37.0         | +13:16.2  |
| 21                | 52  | USA Travis Dodson         | 2+0+1+2     | 50:40.5    | 55:40.5         | +13:19.7  |
|                   | 58  | BLR Yauheni Lukyanenka    | 3+2         | DNF        | DNF             | DNF       |

### Atletas em pé
| Pos.              | Bib | Atleta                   | Penalidades | Tempo real | Tempo calculado | Diferença |
| ----------------- | --- | ------------------------ | ----------- | ---------- | --------------- | --------- |
| Medalha de ouro   | 14  | UKR Grygorii Vovchynskyi | 0+0+0+0     | 38:51.0    | 37:41.1         | —         |
| Medalha de prata  | 16  | NOR Nils-Erik Ulset      | 0+0+0+0     | 42:24.1    | 37:44.2         | +3.1      |
| Medalha de bronze | 12  | RUS Kirill Mikhaylov     | 0+0+0+0     | 38:55.7    | 37:45.6         | +4.5      |
| 4                 | 18  | RUS Azat Karachurin      | 0+0+1+0     | 42:17.0    | 38:12.6         | +31.5     |
| 5                 | 10  | RUS Vladislav Lekomtcev  | 0+2+0+0     | 38:21.2    | 38:49.2         | +1:08.1   |
| 6                 | 11  | RUS Aleksandr Pronkov    | 0+1+0+1     | 42:06.8    | 39:03.6         | +1:22.5   |
| 7                 | 13  | RUS Aleksandr Iaremchuk  | 1+0+0+1     | 39:21.3    | 39:46.8         | +2:05.7   |
| 8                 | 9   | RUS Ivan Kodlozerov      | 0+1+0+0     | 40:19.6    | 40:07.0         | +2:25.9   |
| 9                 | 15  | UKR Ihor Reptyukh        | 1+1+1+0     | 38:20.2    | 40:11.2         | +2:30.1   |
| 10                | 8   | JPN Keiichi Sato         | 0+0+0+0     | 41:34.4    | 40:19.6         | +2:38.5   |
| 11                | 17  | CAN Mark Arendz          | 1+0+0+1     | 40:10.6    | 40:34.2         | +2:53.1   |
| 12                | 5   | BLR Siarhei Silchanka    | 0+0+1+0     | 40:52.3    | 40:38.7         | +2:57.6   |
| 13                | 6   | UKR Vitalii Sytnyk       | 0+0+0+0     | 43:33.6    | 41:49.1         | +4:08.0   |
| 14                | 7   | UKR Vladyslav Maystrenko | 2+0+0+1     | 43:30.1    | 45:11.8         | +7:30.7   |
| 15                | 2   | FIN Juha Harkonen        | 1+1+0+1     | 45:36.9    | 47:14.8         | +9:33.7   |
| 16                | 4   | AUT Michael Kurz         | 1+4+1+1     | 46:58.8    | 49:16.9         | +11:35.8  |
| 17                | 3   | USA Omar Bermejo         | 1+2+0+0     | 48:17.7    | 49:21.8         | +11:40.7  |
| 18                | 1   | POL Witold Skupien       | 5+1+1+1     | 49:43.2    | 51:45.2         | +14:04.1  |

### Deficientes visuais
| Pos.              | Bib | Atleta                                       | País               | Penalidades | Tempo real | Tempo calculado | Diferença |
| ----------------- | --- | -------------------------------------------- | ------------------ | ----------- | ---------- | --------------- | --------- |
| Medalha de ouro   | 42  | Nikolay Polukhin Guia: Andrey Tokarev        | RUS Rússia         | 0+0+0+0     | 37:27.9    | 36:42.9         | —         |
| Medalha de prata  | 39  | Anatolii Kovalevskyi Guia: Oleksandr Mukshyn | UKR Ucrânia        | 0+1+0+0     | 38:03.9    | 38:18.2         | +1:35.3   |
| Medalha de bronze | 40  | Vitaliy Lukyanenko Guia: Borys Babar         | UKR Ucrânia        | 0+1+0+0     | 37:21.6    | 38:21.6         | +1:38.7   |
| Medalha de bronze | 41  | Stanislav Chokhlaev Guia: Maksim Pirogov     | RUS Rússia         | 0+1+0+0     | 42:56.5    | 38:21.6         | +1:38.7   |
| 5                 | 38  | Iurii Utkin Guia: Vitaliy Kazakov            | UKR Ucrânia        | 0+0+0+0     | 39:11.0    | 39:11.0         | +2:28.1   |
| 6                 | 35  | Vasili Shaptsiaboi Guia: Mikhail Lebedzeu    | BLR Bielorrússia   | 0+1+1+1     | 38:16.0    | 40:30.1         | +3:47.2   |
| 7                 | 34  | Iaroslav Reshetynskiy Guia: Dmytro Khurtyk   | UKR Ucrânia        | 0+0+0+0     | 41:19.5    | 41:19.5         | +4:36.6   |
| 8                 | 33  | Alexsander Artemov Guia: Ilya Cherepanov     | RUS Rússia         | 1+0+0+0     | 46:29.5    | 41:26.9         | +4:44.0   |
| 9                 | 36  | Wilhelm Brem Guia: Florian Grimm             | GER Alemanha       | 1+0+0+2     | 45:23.4    | 42:29.4         | +5:46.5   |
| 10                | 37  | Oleg Ponomarev Guia: Andrei Romanov          | RUS Rússia         | 1+0+0+1     | 40:35.0    | 42:35.0         | +5:52.1   |
| 11                | 32  | Dmytro Shulga Guia: Artur Gergardt           | UKR Ucrânia        | 0+0+1+0     | 44:09.1    | 44:16.1         | +7:33.2   |
| 12                | 31  | Kevin Burton Guia: David Chamberlain         | USA Estados Unidos | 2+1+1+2     | 43:09.8    | 48:18.0         | +11:35.1  |

Legenda
| Recorde mundial      | Recorde mundial (World record)               |                       | Recorde africano                      | Recorde africano (African) |                                           | Q | Classificado por posição (Qualified) |
| Recorde olímpico     | Recorde olímpico (Olympic record)            | Recorde da América    | Recorde da América (Americas)         | q                          | Classificado por melhor tempo (Qualified) |   |                                      |
| Melhor marca do ano  | Melhor marca do ano (World leading)          | Recorde asiático      | Recorde asiático (Asian)              | DNS                        | Não largou (Did not start)                |   |                                      |
| Recorde nacional     | Recorde nacional (National record)           | Recorde europeu       | Recorde europeu (European)            | DNF                        | Não terminou (Did not finish)             |   |                                      |
| Recorde pessoal      | Recorde pessoal do atleta (Personal best)    | Recorde da Oceania    | Recorde da Oceania (Oceania)          | DSQ / DQ                   | Desclassificado (Disqualified)            |   |                                      |
| Recorde da temporada | Recorde da temporada do atleta (Season best) | Recorde sul-americano | Recorde sul-americano (South America) | NM                         | Sem marca (No mark)                       |   |                                      |